# Regla Torres
Regla Torres (Havana, 12 februari 1975) is een voormalig Cubaans volleybalster. Torres won met Cuba drie keer goud op de Olympische Spelen en werd in 1994 en 1998 met haar land wereldkampioen. De FIVB koos haar in 2001 tot grootste speler van de twintigste eeuw. 